# 1.º Prêmio Capes de Tese (2006)
O 1º Prêmio Capes de Tese foi um evento organizado em julho de 2006 pela Coordenação de Aperfeiçoamento de Pessoal de Nível Superior (CAPES) com o propósito de premiar as melhores teses de doutorado, de diferentes campos científicos, que foram defendidas no ano de 2005 em instituições de ensino superior brasileiras.
Criado por meio da Portaria CAPES nº 97, de 21 de setembro de 2005, este prêmio foi proposto pelo integrante do Conselho Técnico Científico (CTC/Capes) e representante da área de ciências agrárias I, José Oswaldo Siqueira, visando ampliar o ambiente acadêmico nos programas de pós-graduação, estabelecendo um mecanismo oficial de reconhecimento, e contribuir com o aumento da visibilidade da produção científica fomentada pelo estado brasileiro.

## Homenageados no Grande Prêmio de Tese
Entre os anos de 2006 a 2008, o Prêmio Capes de Tese possuía três categorias que eram nomeadas com nomes de cientistas brasileiros que se notabilizaram. Esta foi a primeira edição em que a CAPES homenageou cientistas dando nome às premiações que formavam o Grande Prêmio de Tese relativo àquele ano.
Os cientistas homenageados foram os seguintes:
- César Lattes (representando a área de Engenharia, Ciências Exatas e da Terra);
- Carl Peter von Dietrich (representando a área de Ciências Biológicas, Ciências da Saúde e Ciências Agrárias);
- Florestan Fernandes (representando a área de Ciências Humanas, Letras e Artes).

## Vencedores
Na edição de 2006 que avaliou as teses de doutorado defendidas em 2005, os vencedores do Grande Prêmio foram as seguintes:
|                             | Prêmio da categoria     | Tese | Autor(a)                         | Orientador(a)                                            | Universidade | Acesso à tese                                        | Ref. |
| Grande Prêmio Capes de Tese | César Lattes            | Desenvolvimento de um processo combinado de evaporação por contato direto e permeação de vapor para tratamento de sucos de frutas                                                  | Cláudio Patrício Ribeiro Júnior  | Paulo Laranjeira da Cunha Lage, Cristiano Piacsek Borges | UFRJ         |                                                      |      |
| Grande Prêmio Capes de Tese | Carl Peter von Dietrich | Co-Ativador-1 do Receptor Ativado por Proliferador do Peroxissoma (PGC-1): um co-ativador de transcrição gênica envolvido com o controle da secreção e ação periférica da insulina | Claudio Teodoro de Souza         | Lício Augusto Velloso                                    | UNICAMP      |                                                      |      |
| Grande Prêmio Capes de Tese | Florestan Fernandes     | Pintura, historia e herois no seculo XIX: Pedro Americo e "Tiradentes Esquartejado"                                                                                                | Maraliz de Castro Vieira Christo | Jorge Coli                                               | UNICAMP      | https://repositorio.unicamp.br/acervo/detalhe/359162 |      |